# Pinga
För andra betydelser, se Ping (olika betydelser).
Pinga är en gudinna inom inuitisk mytologi. Hon är jaktens, fertilitetens och läkekonstens gudinna. Hon är dessutom en psykopomp som tar med sig de döda till underjorden.